# The Flame In All Of Us (песен)
The Flame In All Of Us е третият сингъл, издаден през 2007 г. от рок групата Thousand Foot Krutch от техния албум The Flame In All Of Us. Достига #14 в Billboard Hot Christian Songs.